# (38794) 2000 RC50
2000 RC50 (asteroide 38794) é um asteroide da cintura principal. Possui uma excentricidade de 0.17145370 e uma inclinação de 3.75154º.
Este asteroide foi descoberto no dia 5 de setembro de 2000 por LINEAR em Socorro.